# NBA 1988./89.
NBA 1988./89. je bila 43. po redu sezona sjevernoameričke profesionalne košarkaške lige.
U finalnoj seriji doigravanja prvaci Istočne konferencije Detroit Pistonsi su omjerom 4:0 pobijedili prvake Zapadne konferencije Los Angeles Lakerse i tako osvojili prvi naslov prvaka u povijesti. Od ove sezone, u ligu su kao 24. i 25. momčad ušli Miami Heat i Charlotte Hornetsi.

## Poredak po divizijama na kraju regularnog dijela sezone
| Atlantic (Istok)       | Atlantic (Istok) | Atlantic (Istok) | Central (Istok)         | Central (Istok) | Central (Istok) | Midwest (Zapad)     | Midwest (Zapad) | Midwest (Zapad) | Pacific (Zapad)            | Pacific (Zapad) | Pacific (Zapad) |
| ---------------------- | ---------------- | ---------------- | ----------------------- | --------------- | --------------- | ------------------- | --------------- | --------------- | -------------------------- | --------------- | --------------- |
| Momčad                 | Pob              | Por              | Momčad                  | Pob             | Por             | Momčad              | Pob             | Por             | Momčad                     | Pob             | Por             |
| New York Knicks (d)    | 52               | 30               | Detroit Pistons (d)     | 63              | 19              | Utah Jazz (d)       | 51              | 31              | Los Angeles Lakers (d)     | 57              | 25              |
| Philadelphia 76ers (d) | 46               | 36               | Cleveland Cavaliers (d) | 57              | 25              | Houston Rockets (d) | 45              | 37              | Phoenix Suns (d)           | 55              | 27              |
| Boston Celtics (d)     | 42               | 40               | Atlanta Hawks (d)       | 52              | 30              | Denver Nuggets (d)  | 44              | 38              | Seattle SuperSonics (d)    | 47              | 35              |
| Washington Bullets     | 40               | 42               | Milwaukee Bucks (d)     | 49              | 33              | Dallas Mavericks    | 38              | 44              | Golden State Warriors (d)  | 43              | 39              |
| New Jersey Nets        | 26               | 56               | Chicago Bulls (d)       | 47              | 35              | San Antonio Spurs   | 21              | 61              | Portland Trail Blazers (d) | 39              | 43              |
| Charlotte Hornets      | 20               | 62               | Indiana Pacers          | 28              | 54              | Miami Heat          | 15              | 67              | Sacramento Kings           | 27              | 55              |
| *                      | *                | *                | *                       | *               | *               | *                   | *               | *               | Los Angeles Clippers       | 21              | 61              |

Napomena: (d) - ušli u doigravanje, Pob - pobjede, Por - porazi

## Doigravanje
| Istočna konferencija            | Omjer      |            |
| Prva runda                      | Prva runda | Prva runda |
| ------------------------------- | ---------- | ---------- |
| Detroit (1) - Boston (8)        | 3:0        |            |
| Atlanta (4) - Milwaukee (5)     | 2:3        |            |
| Cleveland (3) - Chicago (6)     | 2:3        |            |
| New York (2) - Philadelphia (7) | 3:0        |            |
| Konferencijska polufinala       |            |            |
| Detroit (1) - Milwaukee (5)     | 4:0        |            |
| New York (2) - Chicago (6)      | 2:4        |            |
| Konferencijsko finale           |            |            |
| Detroit (1) - Chicago (6)       | 4:2        |            |

| Zapadna konferencija           | Omjer      |            |
| Prva runda                     | Prva runda | Prva runda |
| ------------------------------ | ---------- | ---------- |
| L.A. Lakers (1) - Portland (8) | 3:0        |            |
| Seattle (4) - Houston (5)      | 3:1        |            |
| Phoenix (3) - Denver (6)       | 3:0        |            |
| Utah (2) - Golden State (7)    | 0:3        |            |
| Konferencijska polufinala      |            |            |
| L.A. Lakers (1) - Seattle (4)  | 4:0        |            |
| Phoenix (3) - Golden State (7) | 4:1        |            |
| Konferencijsko finale          |            |            |
| L.A. Lakers (1) - Phoenix (3)  | 4:0        |            |

Napomena: u zagradi je plasman unutar konferencije

## Finalna serija
| Utakmica                      | Omjer |
| ----------------------------- | ----- |
| Detroit (I) - L.A. Lakers (Z) | 4:0   |

Napomena: (I) - pobjednik Istočne konferencije, (Z) - pobjednik Zapadne konferencije

## Nagrade za sezonu 1988./89.
| Nagrada            | Osvajač            | Momčad                |
| ------------------ | ------------------ | --------------------- |
| Najkorisniji igrač | Magic Johnson      | Los Angeles Lakers    |
| Novajlija godine   | Mitch Richmond     | Golden State Warriors |
| Trener godine      | Cotton Fitzsimmons | Phoenix Suns          |